# Wonorejo (Jatiyoso)
Wonorejo is een bestuurslaag in het regentschap Karanganyar van de provincie Midden-Java, Indonesië. Wonorejo telt 4907 inwoners (volkstelling 2010).